# Főutca

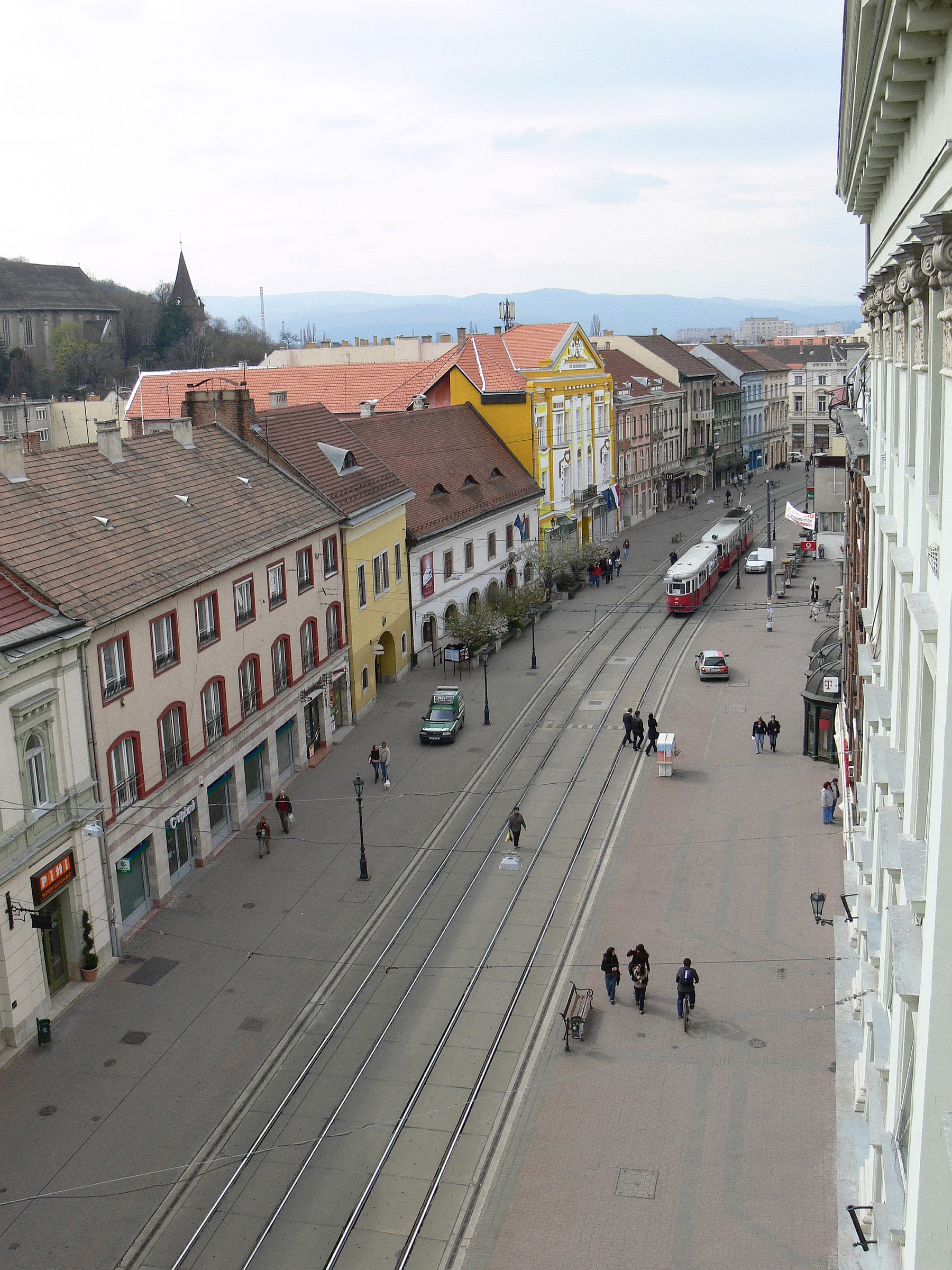
A miskolci Széchenyi utca

A főutca egy falu vagy város legjelentősebb utcájának a köznyelvi neve, gyakran hivatalos elnevezése is. Sok esetben a településeket összekötő főútnak egy, a településen belüli szakasza. Általában a belváros legjelentősebb utcáját hívják így, de egyes városrészeknek is lehet főutcája. Rendszerint innen és a belőle leágazó mellékutcákból nyílik a település üzleteinek és vendéglátó egységeinek zöme.

## Példák
- Fő utca, Balkány
- Széchenyi utca, Miskolc
- Fő út Budapest, XV. kerület